# Neanthes donghaiensis
Neanthes donghaiensis är en ringmaskart som beskrevs av Wu, Sun och Yang 1981. Neanthes donghaiensis ingår i släktet Neanthes och familjen Nereididae. Inga underarter finns listade i Catalogue of Life.